# Fontitrygon margaritella
Fontitrygon margaritella es una especie de pez de la familia Dasyatidae en el orden de los Rajiformes.

## Morfología
• Los machos pueden llegar alcanzar los 30 cm de longitud total y 1000 g de peso.

## Reproducción
Es ovíparo.

## Hábitat
Es un pez de mar y de clima subtropical y demersal.

## Distribución geográfica
Se encuentra en el Océano Atlántico oriental central: frente a las costas de Cabo Blanco (Angola ).

## Observaciones
Es inofensivo para los humanos.